# Fargo-Moorhead

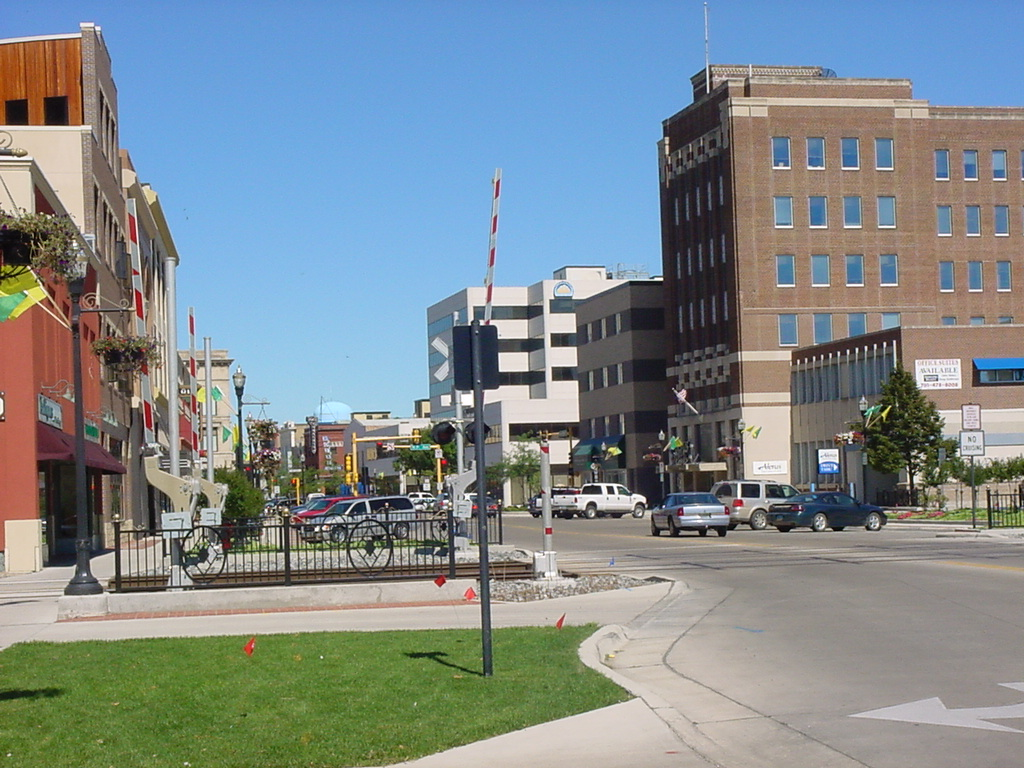
Broadway at Main, Fargo

Fargo-Moorhead is de agglomeratie van Fargo en Moorhead, aan weerszijden van de grens van North Dakota en Minnesota.
Het United States Census Bureau stelt dat Fargo-Moorhead geheel Cass County (North Dakota) en Clay County (Minnesota) omvat. Hieronder vallen de steden Fargo en West Fargo in North Dakota en Moorhead en Dilworth in Minnesota. De regio ligt aan de Red River of the North, met aan de westkant van de rivier het oosten van North Dakota en aan de oostzijde het westen van Minnesota. Het gebied heeft een oppervlakte van 7.278 km² en 195.685 inwoners (schatting 2008).